# ディズニーマニア7
『ディズニーマニア7』 (Disneymania 7)はディズニーマニアシリーズ第7作目のコンピレーション・アルバムである。
アメリカ合衆国で2010年3月9日に発売され、日本で5月5日に発売された。

## 概要
『ディズニーマニア7』はディズニーマニアシリーズ第7作として発売された。
ディズニーによる長編アニメーション映画で使用された楽曲をディズニー・チャンネル出演者をはじめとするアーティストによってカバーされた楽曲が収録されている。参加アーティストはセレーナ・ゴメス、ティファニー・ソーントン、ミッチェル・ムッソ、ブーブー・スチュワート、ブリジット・メンドラー、ドリュー・シーリー、アンナ・マリア・ペレス・デ・タグレ、アリソン・ストーナー、デミ・ロヴァート、デビー・ライアンなどである。
全米アルバムチャートビルボード200で第78位、ビルボードTop Kids Audioで第2位となる。

## 収録曲
| #  | 邦題曲名                           | 原題曲名                       | アーティスト                       | 映画                                              | 時間 |
| -- | ---------------------------------- | ------------------------------ | ---------------------------------- | ------------------------------------------------- | ---- |
| 1  | 王様になるのが待ちきれない         | "I Just Can't Wait to Be King" | オールスター・ウィークエンド       | ライオン・キング                                  | 3:32 |
| 2  | 信じて欲しい                       | "Trust in Me"                  | セレーナ・ゴメス                   | ジャングル・ブック                                | 3:24 |
| 3  | リアル・ゴーン                     | "Real Gone"                    | オナー・ソサエティ                 | カーズ                                            | 3:25 |
| 4  | イフ・アイ・ネヴァー・ニュー・ユー | "If I Never Knew You"          | ティファニー・ソーントン           | ポカホンタス                                      | 2:59 |
| 5  | スタンド・アウト                   | "Stand Out"                    | ミッチェル・ムッソ                 | グーフィー・ムービー ホリデーは最高!!             | 2:56 |
| 6  | グッド・イナフ                     | "Good Enough"                  | KSM                                | ライアンを探せ!                                   | 3:52 |
| 7  | いつの日か                         | "Little Wonders"               | サバンナ・アウトン                 | ルイスと未来泥棒                                  | 3:31 |
| 8  | アンダー・ザ・シー                 | "Under the Sea"                | ブーブー・スチュワート             | リトル・マーメイド                                | 3:08 |
| 9  | ホエン・シー・ラヴド・ミー         | "When She Loved Me"            | ブリジット・メンドラー             | トイ・ストーリー2                                 | 3:14 |
| 10 | 彼女の声                           | "Her Voice"                    | ドリュー・シーリー                 | リトル・マーメイド ブロードウェイ・ミュージカル版 | 3:01 |
| 11 | ベラ・ノッテ                       | "Bella Notte"                  | ルビー・サマー                     | わんわん物語                                      | 3:29 |
| 12 | パート・オブ・ユア・ワールド       | "Part of Your World"           | アンナ・マリア・ペレス・デ・タグレ | リトル・マーメイド ブロードウェイ・ミュージカル版 | 3:40 |
| 13 | 最高のパートナー                   | "What I've Been Looking For"   | アリソン・ストーナー               | ハイスクール・ミュージカル                        | 2:36 |
| 14 | ギフト・オブ・ア・フレンド         | "Gift of a Friend"             | デミ・ロヴァート                   | ティンカー・ベルと月の石                          | 3:25 |
| 15 | ハクナ・マタタ                     | "Hakuna Matata"                | デビー・ライアン                   | ライオン・キング                                  | 3:22 |

## チャート成績
| チャート (2010年)   | 最高順位 |
| ------------------- | -------- |
| 米国 ビルボード200  | 78       |
| 米国 Top Kids Audio | 2        |